# Lewistown, Illinois
Lewistown är administrativ huvudort i Fulton County i Illinois. Orten har fått sitt namn efter bosättaren Ossian Ross son Lewis. Vid 2010 års folkräkning hade Lewistown 2 384 invånare.

## Kända personer från Lewistown
- William E. Hull, politiker